# Zielenice (Petite-Pologne)
Pour les articles homonymes, voir Zielenice.
Zielenice est une localité polonaise de la gmina de Radziemice, située dans le powiat de Proszowice en voïvodie de Petite-Pologne.